# Ol'ga Aleksandrovna Jur'evskaja
Altezza serenissima Ol'ga Aleksandrovna Jur'evskaja, (in russo: Ольга Александровна Юрьевская) (San Pietroburgo, 7 novembre 1873 – Wiesbaden, 10 agosto 1925), era la figlia illegittima di Alessandro II di Russia e della sua amante (e poi moglie) Ekaterina Michajlovna Dolgorukova.

## Biografia

### Primi anni
La madre di Ol'ga, Ekaterina Michajlovna Dolgorukova, incontrò lo zar Alessandro II, quando visitò l'Istituto Smol'nyj nell'autunno del 1864. Divenne la sua amante nel luglio 1866, nonostante la resistenza iniziale.
La loro relazione provocò un grande scandalo a corte, con l'erede di Alessandro, lo zarevic Nikolaj, completamente ostile. Lo zar gli promise che l'avrebbe sposata non appena egli sarebbe stato "libero", cioè quando la moglie, la zarina Maria Alexandrovna, sarebbe morta.
Nel 1878 Alessandro conferì ai figli avuti di Ekaterina il nome di "Jur'evskij", iniziando a preferirla ai figli legittimi. Quando i gruppi rivoluzionari, come il movimento Nichilista aumentarono il loro potere, la "prima famiglia" dello zar, così come la principessa e i loro figli, vennero strasferiti al Palazzo d'Inverno per motivi di sicurezza, dove le loro camere erano, si dice, direttamente sopra a quella della zarina morente.

### Legittimazione
La zarina morì l'8 giugno 1880. Alessandro sposò Ekaterina un mese dopo in un segreto, alla presenza di cinque testimoni, anche se nessuno apparteneva alla famiglia imperiale. Il matrimonio fu pesantemente criticato. Ekaterina prese il titolo di principessa Romanovskaja-Jur'evskija e lo status di Altezza Serenissima, per sé e per i suoi figli.

## Matrimonio
Sposò, il 12 maggio 1895 a Nizza, Georg von Merenberg (1871-1948), figlio del principe Nicola Guglielmo di Nassau e nipote di Aleksandr Sergeevič Puškin. Ebbero tre figli:
- Alexander Nicolas Adolph Michel Georges (1896-1897);
- George Michael (1897-1965), sposò in prime nozze Paulette di Koyer de Györgyo-Szent-Miklossy, ebbero una figlia, e in seconde nozze Elisabeth Müller-Uri;
- Olga Catherine Adda (1898-1983), sposò Michael Loris-Melikov, ebbero un figlio.

## Ascendenza
|                                         |                                           |                                   | Genitori                                  |  |  | Nonni |  |  | Bisnonni          |  |  | Trisnonni            |  |
|                                         |                                           |                                   |                                           |  |  |       |  |  | Paolo I di Russia |  |  | Pietro III di Russia |  |
|                                         |                                           |                                   |                                           |  |  |       |  |  | Paolo I di Russia |  |  | Pietro III di Russia |  |
|                                         |                                           | Caterina II di Russia             |                                           |  |  |       |  |  | Paolo I di Russia |  |  |                      |  |
| Nicola I di Russia                      |                                           |                                   |                                           |  |  |       |  |  | Paolo I di Russia |  |  |                      |  |
|                                         |                                           | Sofia Dorotea di Württemberg      | Federico II Eugenio di Württemberg        |  |  |       |  |  |                   |  |  |                      |  |
|                                         |                                           | Sofia Dorotea di Württemberg      | Federico II Eugenio di Württemberg        |  |  |       |  |  |                   |  |  |                      |  |
|                                         |                                           | Sofia Dorotea di Württemberg      | Federica Dorotea di Brandeburgo-Schwedt   |  |  |       |  |  |                   |  |  |                      |  |
| Alessandro II di Russia                 |                                           | Sofia Dorotea di Württemberg      |                                           |  |  |       |  |  |                   |  |  |                      |  |
|                                         |                                           | Federico Guglielmo III di Prussia | Federico Guglielmo II di Prussia          |  |  |       |  |  |                   |  |  |                      |  |
|                                         |                                           | Federico Guglielmo III di Prussia | Federico Guglielmo II di Prussia          |  |  |       |  |  |                   |  |  |                      |  |
|                                         |                                           | Federico Guglielmo III di Prussia | Federica Luisa d'Assia-Darmstadt          |  |  |       |  |  |                   |  |  |                      |  |
| Carlotta di Prussia                     |                                           | Federico Guglielmo III di Prussia |                                           |  |  |       |  |  |                   |  |  |                      |  |
|                                         |                                           | Luisa di Meclemburgo-Strelitz     | Carlo II di Meclemburgo-Strelitz          |  |  |       |  |  |                   |  |  |                      |  |
|                                         |                                           | Luisa di Meclemburgo-Strelitz     | Carlo II di Meclemburgo-Strelitz          |  |  |       |  |  |                   |  |  |                      |  |
|                                         |                                           | Luisa di Meclemburgo-Strelitz     | Federica Carolina Luisa d'Assia-Darmstadt |  |  |       |  |  |                   |  |  |                      |  |
| Ol'ga Aleksandrovna Jur'evskaja         |                                           | Luisa di Meclemburgo-Strelitz     |                                           |  |  |       |  |  |                   |  |  |                      |  |
|                                         | Principe Michajl Aleksandrovič Dolgorukov | Principe Aleksandr Dolgorukov     |                                           |  |  |       |  |  |                   |  |  |                      |  |
|                                         | Principe Michajl Aleksandrovič Dolgorukov | Principe Aleksandr Dolgorukov     |                                           |  |  |       |  |  |                   |  |  |                      |  |
|                                         | Principe Michajl Aleksandrovič Dolgorukov | Praskovja Kirillovna Matjuškina   |                                           |  |  |       |  |  |                   |  |  |                      |  |
| Principe Michajl Michajlovič Dolgorukov | Principe Michajl Aleksandrovič Dolgorukov |                                   |                                           |  |  |       |  |  |                   |  |  |                      |  |
|                                         |                                           | Elizaveta Petrovna Bakunina       | Pëtr Vasil'evič Bakunin                   |  |  |       |  |  |                   |  |  |                      |  |
|                                         |                                           | Elizaveta Petrovna Bakunina       | Pëtr Vasil'evič Bakunin                   |  |  |       |  |  |                   |  |  |                      |  |
|                                         |                                           | Elizaveta Petrovna Bakunina       | Anna Sergeevna Tatimjščeva                |  |  |       |  |  |                   |  |  |                      |  |
| Ekaterina Dolgorukova                   |                                           | Elizaveta Petrovna Bakunina       |                                           |  |  |       |  |  |                   |  |  |                      |  |
|                                         |                                           | Gavril Fëdorovič Višnevskij       | Fëdor Višnevskij                          |  |  |       |  |  |                   |  |  |                      |  |
|                                         |                                           | Gavril Fëdorovič Višnevskij       | Fëdor Višnevskij                          |  |  |       |  |  |                   |  |  |                      |  |
|                                         |                                           | Gavril Fëdorovič Višnevskij       | …                                         |  |  |       |  |  |                   |  |  |                      |  |
| Vera Gavrilovna Višnevskaja             |                                           | Gavril Fëdorovič Višnevskij       |                                           |  |  |       |  |  |                   |  |  |                      |  |
|                                         |                                           | …                                 | …                                         |  |  |       |  |  |                   |  |  |                      |  |
|                                         |                                           | …                                 | …                                         |  |  |       |  |  |                   |  |  |                      |  |
|                                         |                                           | …                                 | …                                         |  |  |       |  |  |                   |  |  |                      |  |
|                                         |                                           | …                                 |                                           |  |  |       |  |  |                   |  |  |                      |  |